# Philippe Priol
Pour les articles homonymes, voir Priol.
Philippe Priol est un écrivain français né à Rouen en 1952.
Il est notamment l'auteur de la biographie du sénateur-maire de Rouen Jean Lecanuet, du peintre Roger Tolmer et du dramaturge Pierre Corneille.

## Biographie

### Famille
Philippe Priol est né d'un père travaillant dans la presse. Il est d'origine bretonne.

### Formation
Philippe Priol fréquente le lycée Corneille de 1958 à 1970 et la Faculté des Lettres de l'Université de Rouen de 1970 à 1976. Germaniste de formation, il est l'auteur d'un mémoire sur Elias Canetti et sur le Baroque allemand. Sa préparation à l'agrégation en 1975 et ses nombreux séjours en Allemagne de 1966 à 1984, grâce à des attaches familiales du côté maternel, lui procurent un ancrage profond dans l'univers de la culture allemande, sa philosophie, son histoire, sa littérature, son théâtre, son économie et sa géographie politique. Évoluant dans un milieu intellectuel et cultivé, il découvre avec le plus grand intérêt toutes les subtilités de l'art lyrique et de la vie musicale allemande. C'est alors, âgé de quinze ans, qu'il assiste à la représentation du Chevalier à la rose de Richard Strauss au théâtre de Kassel, ainsi qu'à celle des Walkyries de Richard Wagner. Sa première émotion artistique remonte à l'année 1962, lorsqu'à l'âge de dix ans, son père lui fait découvrir le musée des Beaux-Arts de Rouen à l'occasion d'une exposition consacrée au peintre Géricault.

### Vie politique
Philippe Priol entre au cabinet de Jean Lecanuet, au début de la décentralisation, comme conseiller culturel de celui-ci de 1982 à 1993,,,,. Il est chargé à ce titre des discours de Jean Lecanuet et des affaires culturelles.

### Carrière littéraire
Philippe Priol est un historien biographe,,,, poète,,, essayiste, écrivain rouennais.
En octobre 1988, il publie son premier ouvrage intitulé Les Séraphides.
Il publie en 1989 son ouvrage Ode à Gaïa, illustré par Tolmer.

### Évènementiel
Philippe Priol contribue à la création d'évènements culturels tels que les manifestations du neuvième centenaire de la mort de Guillaume le Conquérant (1987), des Voiles de la liberté (1989), de l'hommage à Jacques-Guillaume Thouret (1990), du quatrième centenaire de la naissance de Pierre Corneille (2006) et du centenaire du peintre Roger Tolmer (2008).

## Distinctions
- Chevalier de l'ordre des Arts et des Lettres (2007).

## Ouvrages
- L'Échelle de Jacob, éditions Saint-Germain-des-Prés, 1977  (ISBN 224300643X).
- Les Séraphides, suivi de Anamnese, éditions Lecerf, 1988  (ISBN 2901342000)[20].
- Ode à Gaïa, éditions Weber, 1989.
- Aegean, éditions La Bartavelle, 1995  (ISBN 2877442640).
- Les Deux Rivières, éditions Corlet, 1995  (ISBN 2854805070).
- Contre-tombeaux, Dominique Penloup, avec Philippe Priol, Andrée Chedid, Jean-Claude Renard, Claude Roy, André Velter, éditions le Dé Bleu, 1996.
- Le Jardin des Ibères, éditions La Bartavelle, 1997  (ISBN 2877443914).
- Tolmer, éditions Bertout, 1998  (ISBN 286743307X).
- L'Inventaire des ténèbres, éditions de l'Hôte nomade, 1997.
- Jean Lecanuet : le vol de l'albatros, Caen, éditions Maître Jacques, 2001  (ISBN 2912047293)[7].
- Voltaire volage, éditions Corlet, 2005 Prix Dumanoir 2006 de l'Académie des sciences, belles-lettres et arts de Rouen.
- Pierre Corneille en son temps, éditions Point de vues, 2006  (ISBN 978-2915548129).
- De Léon Blum à François Mitterrand, éditions Bruno Leprince, 2006.
- Philippe Priol, René Rémond, Nadine-Josette Chaline, Pierre Fauchon : Jean Lecanuet ou la passion du centre, Beauchesne, 2006.
- Hommage à Tolmer, éditions Point de vues, 2008  (ISBN 978-2915548204).
- Ipso Facto, Rouen, éditions L'Écho des vagues, 2010  (ISBN 978-2918616061)  — suivi d'une biographie de Charles Le Guellec.
- Amélie Bosquet " Le Roman des Ouvrières " , Rouen, les usines, la misère, la révolte, préface de Philippe Priol, éditions l'Echo des vagues, octobre 2011  (ISBN 978-2-918616-13-9)
- Gide d'ici et d'ailleurs, éditions Petit à Petit-Au Petit Bonheur, 2016  (ISBN 979-10-92029-05-5).
- Yannick Marec (dir.) et Philippe Priol, Histoire de Rouen : Antiquité-1815, Mont-Saint-Aignan, Presses universitaires de Rouen et du Havre, 2019, 361 p., 24 cm (ISBN 978-2-87775-967-0, EAN 9782877759670, BNF 45798897), chap. 9, p. 227.
- Le Caméléon, « Alexandre Le Breton des Chapelles, Enfant perdu de la République », Fauves éditions, 2020  (ISBN 979-10-302-0324-0).
- Phillippe Priol, Ivan Martel : le vrai visage de Dieu, Paris, Service national de la pastorale liturgique et sacramentelle, 12 février 2025 (lire en ligne).
- Jean-Baptiste Chantoiseau (dir.) et Phillipe Priol (préf. Jean-Baptiste Chantoiseau), L'autre Corneille : Thomas, Oissel-sur-Seine, Éditions Octopus, 2025 (ISBN 978-2-900314-57-9, EAN 9782900314579), « Thomas Corneille ou le malheur d'être né dernier »[21].
- Henri Le Guen-Kâpras " Le Temps des Equinoxes ", Poèsie, Préface de Philippe Priol, éditions Unicité, 2ème trimestre 2025  (ISBN 978-2--38638-199-7)